# Ingvar Kamprad
Feodor Ingvar Kamprad (ur. 30 marca 1926 w Pjätteryd, zm. 27 stycznia 2018 w Liatorp) – szwedzki przemysłowiec, założyciel i wieloletni prezes IKEA.
W 2013 roku „Forbes” szacował jego majątek na 3,3 mld USD. Do 2010 roku był najbogatszym Szwedem z majątkiem ok. 23 mld USD, ale swoje akcje przetransferował do fundacji i swoich synów.
4 października 2013 roku otrzymał tytuł doktora honoris causa Akademii Leona Koźmińskiego w Warszawie.

## Życiorys
Był synem Feodora Kamprada (1893–1984) i Berty, z d. Nilsson (1903–1956). Rodzina jego ojca pochodziła z Niemiec, skąd w 1896 wyemigrowała do Szwecji. Wychował się na rodzinnej farmie Elmtaryd, w parafii Agunnaryd, w Smalandii. Majątek Elmtaryd zakupił w 1894 dziadek Ingvara ze strony ojca, Achim Kamprad (zm. 1897), który wraz z żoną i dwoma synami osiedlił się tam dwa lata później. Według Thomasa Sjöberga, autora wydanej w 1998 roku książki biograficznej Ingvar Kamprad och hans IKEA: En svensk saga, matka Achima Kamprada była kuzynką Paula von Hindenburga (prezydenta Rzeszy Niemieckiej w latach 1925–1934).
Swój biznes rozpoczął już jako mały chłopiec, sprzedając zapałki, które sam rozwoził okolicznym mieszkańcom na rowerze; z czasem rozszerzył asortyment m.in. o nasiona, ołówki i długopisy oraz ozdoby choinkowe. Mając 17 lat, w 1943 założył przedsiębiorstwo IKEA (nazwa powstała jako akronim od wyrazów: Ingvar, Kamprad, Elmataryd, Agunnaryd).
Od 1976 mieszkał w Lozannie w Szwajcarii, jednak cały czas podkreślał swój patriotyzm i oddanie Szwecji. W 2013 postanowił wrócić do Szwecji. Jego związki z Polską zaczęły się po tym jak szwedzka branża meblarska na początku lat 60. rozpoczęła bojkot jego przedsiębiorstwa za obniżanie cen. Wtedy to postanowił nawiązać współpracę z polskimi przedsiębiorstwami. Kamprad swoje pierwsze zamówienie w Polsce złożył w styczniu 1961 roku w Zakładach Mebli Giętych w Radomsku i dotyczyło między innymi 500 sztuk krzeseł Ögla wytwarzanych z giętego drewna bukowego. Krzesło to cztery lata później w teście magazynu „Allt i Hemmet” zostało uznane za wizytówkę jakości przedsiębiorstwa. Jeszcze w tym samym roku Ingvar Kamprad wraz z projektantami mebli IKEA odwiedził targi poznańskie. W kolejnym roku zamówił w Famegu 20 tys. sztuk tego typu krzeseł. Do roku 2010 wartość zamówień przedsiębiorstwa IKEA w Polsce wzrosła do około 6 mld zł.
W 1994 została ujawniona faszystowska przeszłość Kamprada, kiedy po śmierci szwedzkiego działacza faszystowskiego, Pera Engdhala, zostały upublicznione jego prywatne listy. Wynikało z nich iż Kamprad dołączył do profaszystowskiego ruchu Nysvenska Rörelsen w 1942 roku, w wieku 16 lat, gdzie zajmował się zbieraniem funduszy oraz rekrutacją do grupy nowych członków nie później aż do września 1945 roku. Kiedy Kamprad opuścił grupę, nie wiadomo, jednakże przyjaźnił się z Engdhalem aż do wczesnych lat 50.
Poza pamiątkowym zegarem i krzesłem po matce praktycznie całe umeblowanie jego domu pochodzi z Ikea. Kamprad znany był ze skromnego i oszczędnego trybu życia. W Szwajcarii mieszkał w skromnym domu, jadał na stołówce, jeździł wiekowym Volvo, latał samolotami rejsowymi. Jako menedżer był oskarżany o unikanie opodatkowania, także prywatnie osiedlając się w Szwajcarii, tworząc rozbudowaną sieć spółek, holdingów i fundacji. Większość majątku sieci IKEA należy do zarejestrowanej w Holandii fundacji Stichting INGKA (od 1982) i holdingu INGKA – sklepy i fabryki oraz działającej w Liechtensteinie fundacji Interogo (1989) i holdingu Inter IKEA – franczyza i znaki towarowe. Agencja Bloomberg szacowała jego majątek na ponad 40 mld USD w 2014 (9. w rankingu). W 2014 roku Ingvara wraz z trójką synów uznano za najbogatszych „Szwajcarów” z łącznym majątkiem wartym 42 mld CHF. Oficjalnie przeszedł na emeryturę w 2013 w wieku 87 lat. W 2014 r. przeprowadził się na stałe do Szwecji i mieszkał tam aż do swojej śmierci w 2018 roku.

## Odznaczenia
- Krzyż Komandorski Orderu Zasługi Rzeczypospolitej Polskiej (1999)[21]